# (5291) Yuuko
(5291) Yuuko (1990 YT) – planetoida z grupy pasa głównego asteroid okrążająca Słońce w ciągu 3,77 lat w średniej odległości 2,42 j.a. Odkryta 20 grudnia 1990 roku.